# Euzebiusz
Euzebiusz – imię męskie pochodzenia greckiego eusébeios. Pierwotnie przymiotnik ten użyty został dla określenia jednego z miesięcy na cześć cesarza rzymskiego Antonina Piusa. Wywodzi się od słowa oznaczającego „bogobojny”, „święty”. 
Żeńskim odpowiednikiem jest Euzebia.
Euzebiusz imieniny obchodzi: 20 stycznia, 31 stycznia, 24 kwietnia, 21 czerwca, 12 lipca, 2 sierpnia, 12 sierpnia, 14 sierpnia, 17 sierpnia, 25 sierpnia, 8 września, 21 września, 26 września, 4 października, 22 października, 15 grudnia i 16 grudnia.
Znane osoby noszące imię Euzebiusz:
- Euzebiusz – papież, święty (wspomnienie 17 sierpnia)
- Euzebiusz z Samosaty – biskup, męczennik (wspomnienie 21 czerwca)
- Euzebiusz z Cezarei – biskup
- Euzebiusz z Doryleum – biskup
- Euzebiusz z Emesy – biskup, pisarz wczesnochrześcijański
- Euzebiusz z Nikomedii – patriarcha Konstantynopola
- Euzebiusz z Vercelli – biskup, święty (wspomnienie 2 sierpnia)
- Euzebiusz z Ostrzyhomia – założyciel paulinów, błogosławiony (wspomnienie 20 stycznia)
- Euzebiusz Huchracki – franciszkanin, sługa Boży, męczennik
- Euzebiusz Teofil Chojnacki, w zakonie Alojzy (1833–1881) – powstaniec, franciszkanin
- Euzebiusz Krykowski (1927-2024) – polski hematolog
- Euzebiusz Słowacki – dramatopisarz, ojciec Juliusza Słowackiego
- Euzebiusz Smolarek – polski piłkarz
- Eusébio (da Silva Ferreira) – portugalski piłkarz